# Museu da Aeronáutica
O Museu da Aeronáutica foi um museu aeronáutico localizado na cidade de São Paulo, mais precisamente no parque do Ibirapuera, no Pavilhão Governador Lucas Nogueira Garcez (popularmente conhecido por Oca).

## Construção
Apesar dos seus indícios em 1930 devido as modificações na política do Brasil e o investimento aeronáutico no decorrer da era Vargas, foi inaugurado em 16 de outubro de 1960 , ficando situado no pavimentos do Pavilhão Lucas Nogueira Garcez, projetado pelo arquiteto brasileiro Oscar Niemeyer (responsável pelo projeto do Congresso Nacional de Brasília) e mais conhecido como Oca, no Parque do Ibirapuera, na cidade de São Paulo (Brasil). A iniciativa partiu da Fundação Santos Dumont, a fim de criar um espaço para homenagear o inventor do avião, o brasileiro Santos Dumont nascido no estado de Minas Gerais.

### Estrutura
O museu ocupava 5 mil m² e suas instalações incluíam um auditório para filmes, palestras e conferências, uma sala-cofre blindada para peças valiosas e uma biblioteca. O seu acervo reunia aviões, motores, peças originais, maquetes em escala e outros objetos ligados à história da aviação.
Em 2000, em função da mega exposição "Brasil+500 - Mostra do Redescobrimento", que englobava também o prédio da Fundação Bienal e o Pavilhão Manoel da Nóbrega e reunia obras desde o período pré-cabralino até o século XX , o espaço ocupado pelo Museu da Aeronáutica no parque teve sua concessão revogada, o que levou a Fundação Santos Dumont e a Prefeitura de São Paulo a transferirem o acervo para uma área reservada no Parque Cemucam, em Cotia, que passou a se chamar Parque Santos Dumont.
No entanto, em 2009 o acervo teve que ser transferido novamente devido à umidade no local, que passou a deteriorar parte do patrimônio. Um dos itens, o hidroavião Jahu, utilizado pelo Comandante João Ribeiro de Barros para cruzar o Atlântico Sul, passou por uma restauração promovida pela Fundação e hoje encontra-se no Museu TAM, em São Carlos. O Núcleo da Base Aérea de Santos também recebeu diversas relíquias que foram adicionadas ao acervo do Museu de Aeronáutica de Santos.
Dando continuidade à ideia de reerguer o museu, em janeiro de 2015, foi realizada uma reunião focada em discutir a construção de um museu de aviação. Sua realização deu-se no COMAR IV (Quarto Comando Aéreo Regional), tendo o ambicioso projeto e de ideias impactantes de construir tais instalações no Campo de Marte, na região de Santana, na capital, apresentado pelo Comandante do IV COMAR, Major Brigadeiro Damasceno. Sua platéia foi formada por membros das Fundação Santos Dumont, Aeroclube de São Paulo, Associação de Pilotos de Helicópteros, Polícia Militar entre demais interessados no projeto, dando grande destaque para João Amaro, fundador do Museu TAM, em São Carlos, cujas instalações suspenderam no ano seguinte, em 2016, suas atividades como consequência da crise econômica, despertando ainda mais interesse na construção de um museu da aeronáutica na cidade de São Paulo, já que seria um lugar propício a receber e preservar as peças, visando maior público e novos investidores.
A ideia seria juntar os acervos do Museu TAM, Fundação Santos Dumont e Força Aérea Brasileira em um só espaço de aproximadamente 40 mil metros quadrados, e se tornaria sem sombra de dúvidas um dos principais pontos turísticos da cidade. Como exemplo de museus que se tornaram um sucesso temos o Museu de Le Bourget encontrado em Paris, França, O National Air and Space Museum encontrado em Washington, Estados Unidos e por que não citar também o Museu Aeroespacial localizado no Rio de Janeiro, que, apesar de estar localizado afastado de famosos pontos turísticos, com uma média de 60 mil visitantes por ano faz parte de diversos passeios turísticos para quem viaja a cidade maravilhosa 

### Infra-estrutura
Em 2010, após o fechamento temporário, o museu reabriu ao público, permitindo aos visitantes uma simulação de viagem ao céu. A partir de plataformas digitais, vídeos, diversas tecnologias e um acervo de setenta e duas aeronaves, que estão dispostos em exposições ao redor do museu, o público consegue imergir no universo da aviação desde o início do passeio.
Após a reforma realizada durante os dois anos em que esteve fechado, o museu, além de ganhar um novo prédio para recepcionar os visitantes, o local ampliou sua área de nove mil e quinhentos metros quadrados para, aproximadamente, vinte mil metros quadrados. O espaço criado para a recepção do público simula um saguão de aeroporto. Nele, encontram-se os banheiros, guarda-volumes, cafeterias e a bilheteria. Há também um ambiente projetado que remete às áreas de descanso dos aeroportos e outro às varandas, onde é possível ver apresentações áereas. Mais adiante, um corredor de sessenta metros de comprimento atua como um túnel do tempo, em que o barulho de um avião preparando-se para levantar voo constitui o som do ambiente e imagens de cosmos preenchem o teto.
Logo em seguida, o chão transforma-se na cabeceira de pouso de um dos principais aeroportos do Brasil e, principalmente, da cidade de São Paulo: o aeroporto de Congonhas. Com a finalidade de aproximar o público do universo aéreo, o museu oferece dois simuladores de voo, que dura, em média, trinta minutos, sendo os primeiros quinze minutos destinados às instruções e os próximos quinze minutos para a atividade de pilotar. Um valor de vinte reais é cobrado para os visitantes de segunda a sexta, enquanto aos visitantes de sábado e domingo, o valor é de trinta reais.
A etapa posterior indica o processo de decolagem. Com vídeos, miniaturas de aviões e informações em totens, inicia-se toda a parte didática, em que é contada a história de personalidades importantes para a aviação, como os irmãos Wright e, principalmente, Santos Dumont, além da exibição dos primeiros esboços e rascunhos dos projetos de aviões.
O passeio encerra-se com um vídeo de, aproximadamente, cinco minutos, o qual traz o histórico e trajeto da companhia aérea TAM, junto a uma exposição que permite aos visitantes o contato com as primeiras aeronaves construídas.
Dentre as setenta e duas aeronaves expostas, o hidroavião da década de vinte, conhecido por Jahú é uma das raridades que podem ser encontradas no local, além das réplicas imagéticas do primeiro avião criado (14 Bis, de Santos Dumont) e de aeronaves e aviões militares usufruídos pelos opositores do governo provisório de Getúlio Vargas na Revolução Constitucionalista de 1932.
Ao redor da exposição e próximo a algumas relíquias, plataformas digitais estão distribuídas a fim de que o visitantes consiga acessar o banco de dados. A criação de um aplicativo de celular, a princípio para a plataforma IOS, pretende auxiliar o público e possibilitar a visualização de conteúdos de forma mais rápida. 

### Serviços
O valor integral da entrada é de vinte e cinco reais, enquanto para os estudantes é cobrado doze reais e cinquenta centavos. Adultos acima de sessenta anos de idade e crianças até seis  anos de idade são isentos de pagamentos. O museu funciona de quarta a domingo, das dez da manhã às dezesseis horas da tarde, sendo a entrada permitida até as quinze horas da tarde. 